# Făurei-Sat
Făurei-Sat – wieś w Rumunii, w okręgu Braiła, w gminie Surdila-Greci. W 2011 roku liczyła 385 mieszkańców.